# Dourdou de Conques
Dourdou de Conques – rzeka we Francji, przepływająca przez teren departamentu Aveyron. Ma długość 83,7 km. Stanowi lewy dopływ rzeki Lot.

## Geografia

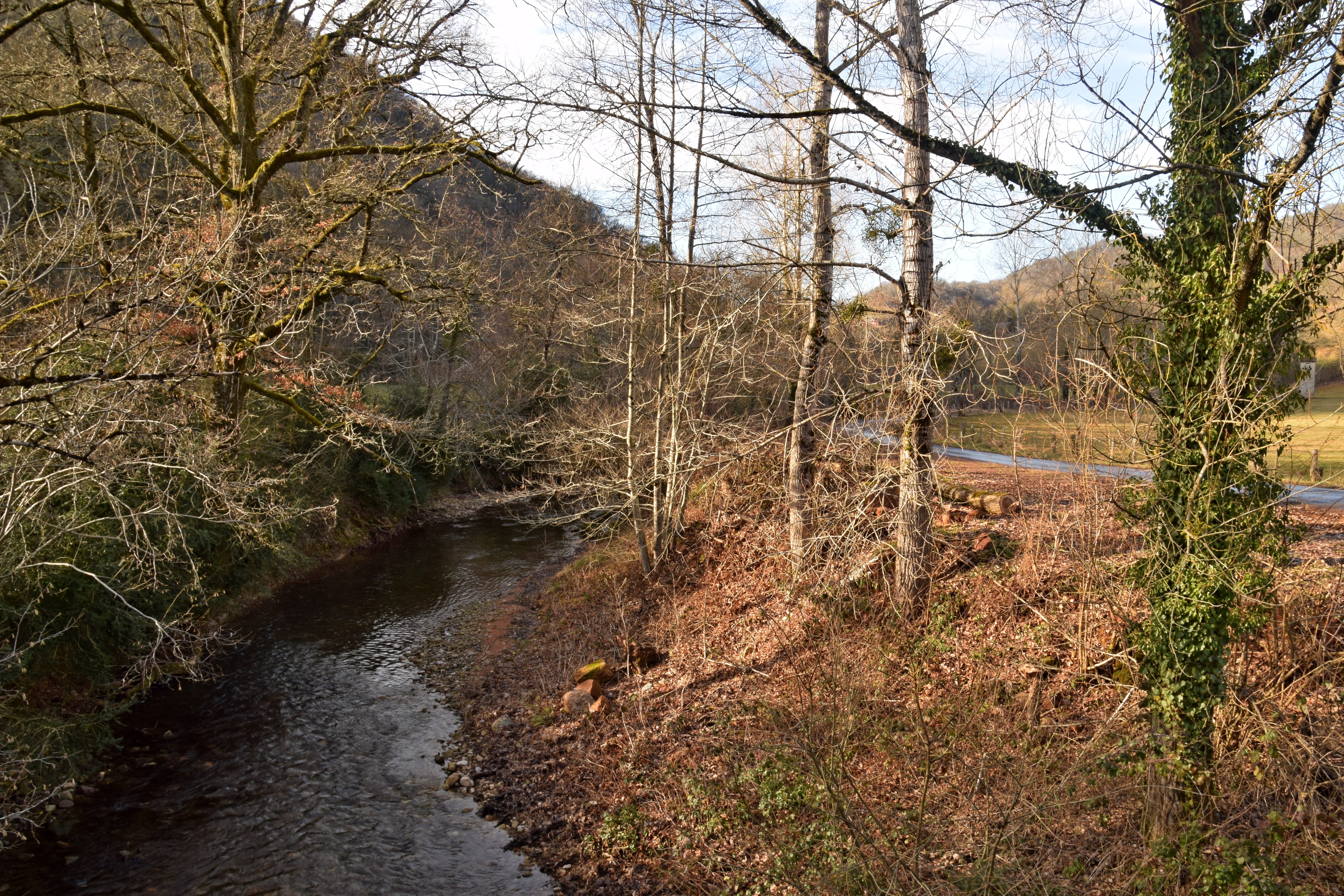
Dourdou de Conques w Rodelle

Dourdou de Conques swoje źródła na terenie gminy Lassouts. Początkowo płynie na południe, lecz w pobliżu miejscowości Cruéjouls zmienia bieg na zachodni lub północno-zachodni aż do Nauviale. W gminie Bozouls rzeka utworzyła wąwóz w kształcie podkowy nazwany Trou de Bozouls. Od Nauviale Dourdou de Conques płynie w kierunku północnym lub północno-zachodnim aż do ujścia do miejscowości Grand-Vabre. 
Dourdou de Conques w całości płynie na terenie departamentu Aveyron, w tym 14 gmin (stan na 2013 rok): Lassouts (źródło), Cruéjouls, Bertholène, Gabriac, Bozouls, Rodelle, Muret-le-Château, Villecomtal, Mouret, Pruines, Nauviale, Saint-Cyprien-sur-Dourdou, Conques, Grand-Vabre (ujście).

## Hydrologia
Uśredniony roczny przepływ rzeki Dourdou de Conques wynosi 7,11 m³/s. Pomiary były przeprowadzone na przestrzeni ostatnich 43 lat w miejscowości Conques. Największy przepływ notowany jest w lutym (13,9 m³/s), a najmniejszy w sierpniu – 0,855 m³/s. 

## Dopływy
Dourdou de Conques ma 29 opisanych dopływów. Są to:
| - Ruisseau de Malavals - Ruisseau de Bertouyre - Ruisseau de Clamouse - Ruisseau de Cabassat - Ruisseau de Lestrade - Ruisseau de la Fontaine du Bournhou - Ruisseau de Rieutord - Ruisseau de Brieulac - Ruisseau de Gibrou - Ruisseau de la Sale | - Ruisseau des Douzes - Ruisseau de Couffiniès - Ruisseau de Besorc - Ruisseau de Servan - Ruisseau de Cadigars - Ruisseau de Fouillet - Ruisseau des Cayrouses - Créneau - Ruisseau de la Bindouyre - Ruisseau de la Daze | - Duzou - Ruisseau de la Serre - Ruisseau de Falguières - Ruisseau de Taillefer - Ouche - Ruisseau de Sainte-Anne - Ruisseau de Piste - Ruisseau de Nantuech - Ruisseau de Moulidiès |